# Ronde van Spanje 2019/Twintigste etappe
De twintigste etappe van de Ronde van Spanje 2019 werd verreden op 14 september tussen Arenas de San Pedro en het Plataforma de Gredos. In deze etappe stonden de renners zes cols te wachten in een etappe over 190 kilometer. Voor de klassementsrenners was dit de laatste kans om tijd goed te maken voor de slotetappe in Madrid.
| Arenas de San Pedro – Plataforma de Gredos (190,4 km) |                     |                    |          |
| Plaats                                                | Naam                | Ploeg              | Tijd     |
| 1                                                     | Tadej Pogačar       | UAE Team Emirates  | 5u16'40" |
| 2                                                     | Alejandro Valverde  | Movistar Team      | + 1'32"  |
| 3                                                     | Rafał Majka         | BORA-hansgrohe     | z.t.     |
| 4                                                     | Hermann Pernsteiner | Bahrain-Merida     | z.t.     |
| 5                                                     | Primož Roglič       | Team Jumbo-Visma   | + 1'41"  |
| 6                                                     | Sergio Higuita      | EF Education First | + 1'49"  |
| 7                                                     | Dylan Teuns         | Bahrain-Merida     | z.t.     |
| 8                                                     | Nairo Quintana      | Movistar Team      | + 1'56"  |
| 9                                                     | Mikel Nieve         | Mitchelton-Scott   | + 1'59"  |
| 10                                                    | Wilco Kelderman     | Team Sunweb        | z.t.     |

| Algemeen klassement |                    |                   |           |
| Plaats              | Naam               | Ploeg             | Tijd      |
| Rode trui           | Primož Roglič      | Team Jumbo-Visma  | 80u18'54" |
| 2                   | Alejandro Valverde | Movistar Team     | + 2'33"   |
| 3                   | Tadej Pogačar      | UAE Team Emirates | + 2'55"   |
| 4                   | Nairo Quintana     | Movistar Team     | + 3'46"   |
| 5                   | Miguel Ángel López | Astana Pro Team   | + 4'48"   |
| 6                   | Rafał Majka        | BORA-hansgrohe    | + 7'33"   |
| 7                   | Wilco Kelderman    | Team Sunweb       | + 10'04"  |
| 8                   | Carl Fredrik Hagen | Lotto Soudal      | + 12'54"  |
| 9                   | Marc Soler         | Movistar Team     | + 22'27"  |
| 10                  | Mikel Nieve        | Mitchelton-Scott  | + 22'34"  |
|                     |                    |                   |           |
| 12                  | Dylan Teuns        | Bahrain-Merida    | + 24'06"  |

1e etappe ·
2e etappe ·
3e etappe ·
4e etappe ·
5e etappe ·
6e etappe ·
7e etappe ·
8e etappe ·
9e etappe ·
10e etappe ·
11e etappe ·
12e etappe ·
13e etappe ·
14e etappe ·
15e etappe ·
16e etappe ·
17e etappe ·
18e etappe ·
19e etappe ·
20e etappe ·
21e etappe
Startlijst · Eindstanden · Afbeeldingen